# Église à plan basilical
Pour les articles homonymes, voir Basilique.
Une église à plan basilical est un type d'église dont le plan s'inspire et dérive des basiliques civiles de la Rome antique.
Dans l'architecture chrétienne, deux termes architectoniques renvoient au modèle des halles antiques appelé « basilique » : le « plan basilical » et la « coupe transversale basilicale ».
- le « plan basilical » est le type de plan d'église qui se développe en longueur et s'oppose ainsi au plan centré. Selon Howard Saalman (Architecture romane. L'architecture européenne entre 600 et 1200, 1963), une basilique « comprend trois nefs parallèles, ou davantage, celle du centre étant plus élevée que celles qui la flanquent. [Le bâtiment] est généralement éclairé par des fenêtres percées dans la partie du mur située au-dessus des colonnades qui séparent la nef des bas-côtés. La rangée des fenêtres est appelée claire-voie » ;
- la « coupe transversale basilicale » montre la combinaison de trois ou cinq vaisseaux, le vaisseau central étant le plus haut, avec fenêtres supérieures sur les collatéraux. Cette structure s'oppose à l'église-halle et à l'église à nef unique. La structure basilicale n'est pas limitée aux églises de plan basilical. La plupart des églises avec une nef basilicale ont un contour cruciforme : le croisement du vaisseau central et du vaisseau du transept leur donne une forme de croix appelée latine.

## Histoire

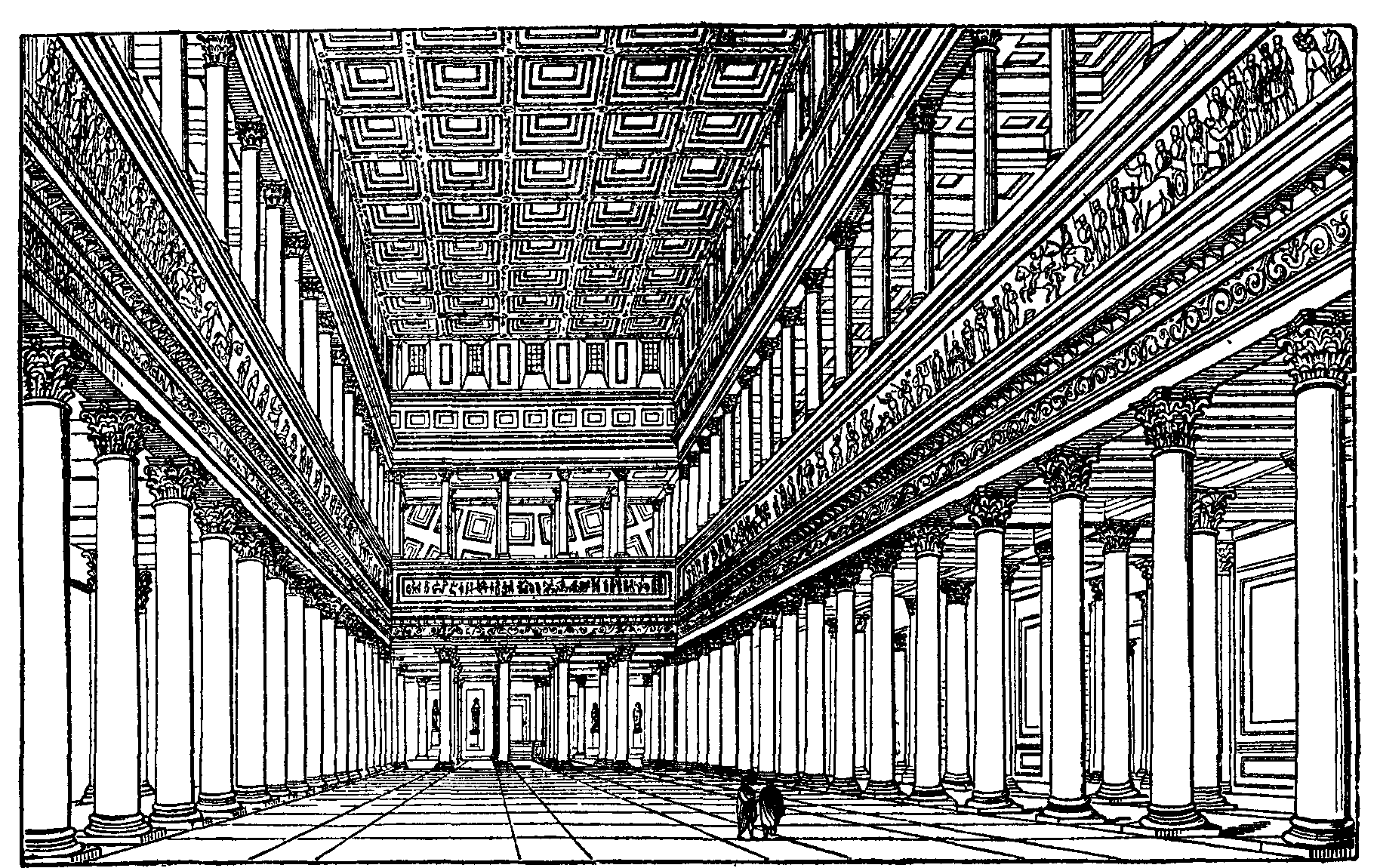
Reconstitution de l'intérieur de la basilique Ulpia, la plus grande basilique civile de Rome, construite sous Trajan (Haut-Empire).

L'Église primitive durant les trois premiers siècles ne privilégie aucun lieu pour célébrer son culte. D'usage généralement profane et non public car cette Église étant non reconnue, il s'agit le plus souvent de domus ecclesiæ dans de simples demeures privées utilisées occasionnellement ou périodiquement pour le culte chrétien. Issus de ces demeures apparaissent progressivement des édifices ecclésiastiques marqués par une organisation élaborée des espaces liturgiques et des lieux de dévotion, mis à la disposition de la communauté chrétienne par ses membres les plus aisés et placés sous la surveillance d'un évêque (du grec Επίσκοπος / episkopos qui veut dire « surveillant »).

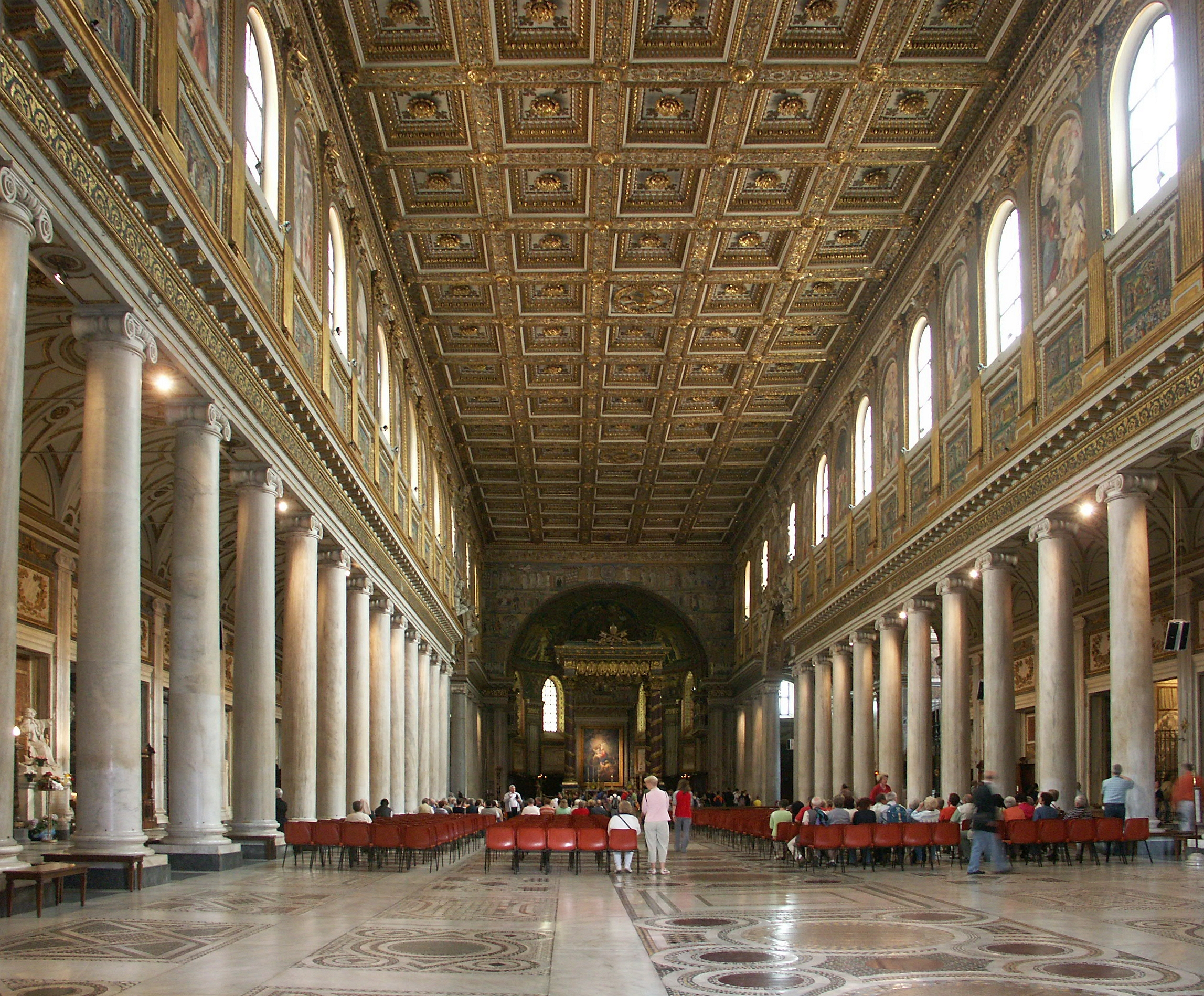
Intérieur de la basilique Sainte-Marie-Majeure de Rome, l'une des plus grandes et des mieux conservées des basiliques de l'architecture paléochrétienne du Ve siècle (Bas-Empire). Dans la nef centrale, les colonnes, les murs, les fenêtres et la majeure partie des mosaïques à fond d'or sont d'époque (bien que le plafond, le sol et une partie du décor aient été refaits dans des temps plus récents, et que la moitié des fenêtres aient été bouchées pour faire place aux peintures, comme celles des bas-côtés, rendant la basilique beaucoup moins lumineuse qu'à l'origine).

À partir du IVe siècle, la religion chrétienne devient licite dans l'Empire romain, avec l'édit de Milan (313). Les chrétiens peuvent donc construire des ecclesia (d'où découlent « Église », qui désigne l'assemblée des fidèles, et « église », qui désigne le bâtiment), édifices publics pour assembler les fidèles. S'impose alors l'érection de sanctuaires plus vastes pour répondre à l'augmentation rapide du nombre de chrétiens. Les architectes du Bas-Empire doivent choisir, parmi les modèles romains, le type d'édifice le mieux adapté à la liturgie chrétienne. D'autres critères déterminent leurs choix, liés à des choix tant individuels ou fonctionnels qu'à différents niveaux symboliques, issus de l'assimilation des anciennes cultures. Il n'est  généralement pas question de reprendre la forme du temple romain, symbole de la religion païenne et où les cérémonies se déroulent à l'extérieur, la cella étant réservée à la statue de la divinité.
Le parti adopté est de construire deux types d'édifices : le premier de plan central est généralement réservé à des locaux de fonctions particulières, mausolées, baptistères ou martyria ; le second destiné à la synaxe eucharistique reprend le plan des basiliques civiles romaines utilisées dans le sens de la longueur (une nef à trois, cinq, sept voire neuf vaisseaux, et une ou deux absides). Le plan à abside s'est notamment imposé en raison du rectangle constituant la nef qui peut accueillir la masse des fidèles, et il est associé à l'une de ses extrémités, et de ses exceptionnelles qualités acoustiques, cette partie en demi-cercle renvoyant le son vers le tunnel que forme le plan basilical et qui évite une dispersion du son. C'est l'humaniste Leone Battista Alberti qui est le premier à écrire que la basilique religieuse est une copie de la basilique civile.
Certains chercheurs ont cependant vu dans la basilique paléochrétienne un retournement typologique du temple antique, les colonnes passant de l'extérieur à l'intérieur et le mur passant de l'intérieur vers l'extérieur. Michael Milojevic recense ainsi plus de trois cents sites de temples païens christianisés généralement dans un contexte de violence religieuse ou dans un esprit de conquête de l'espace.
Le plan basilical à transept et collatéraux qui va se généraliser dans l'architecture chrétienne est la combinaison de ces basiliques à plusieurs nefs et d'un élément qu'on ne rencontre pas dans les basiliques romaines, le transept qui donne à l'édifice sa forme caractéristique de croix latine, symbole du martyr du Christ et de l'Église. Le plan basilical avec la formule du chevet à déambulatoire est issu des martyria dont le plan circulaire se retrouve au niveau de cette galerie entourée de chapelles rayonnantes qui se greffent à l'abside.

## Art paléochrétien et art byzantin

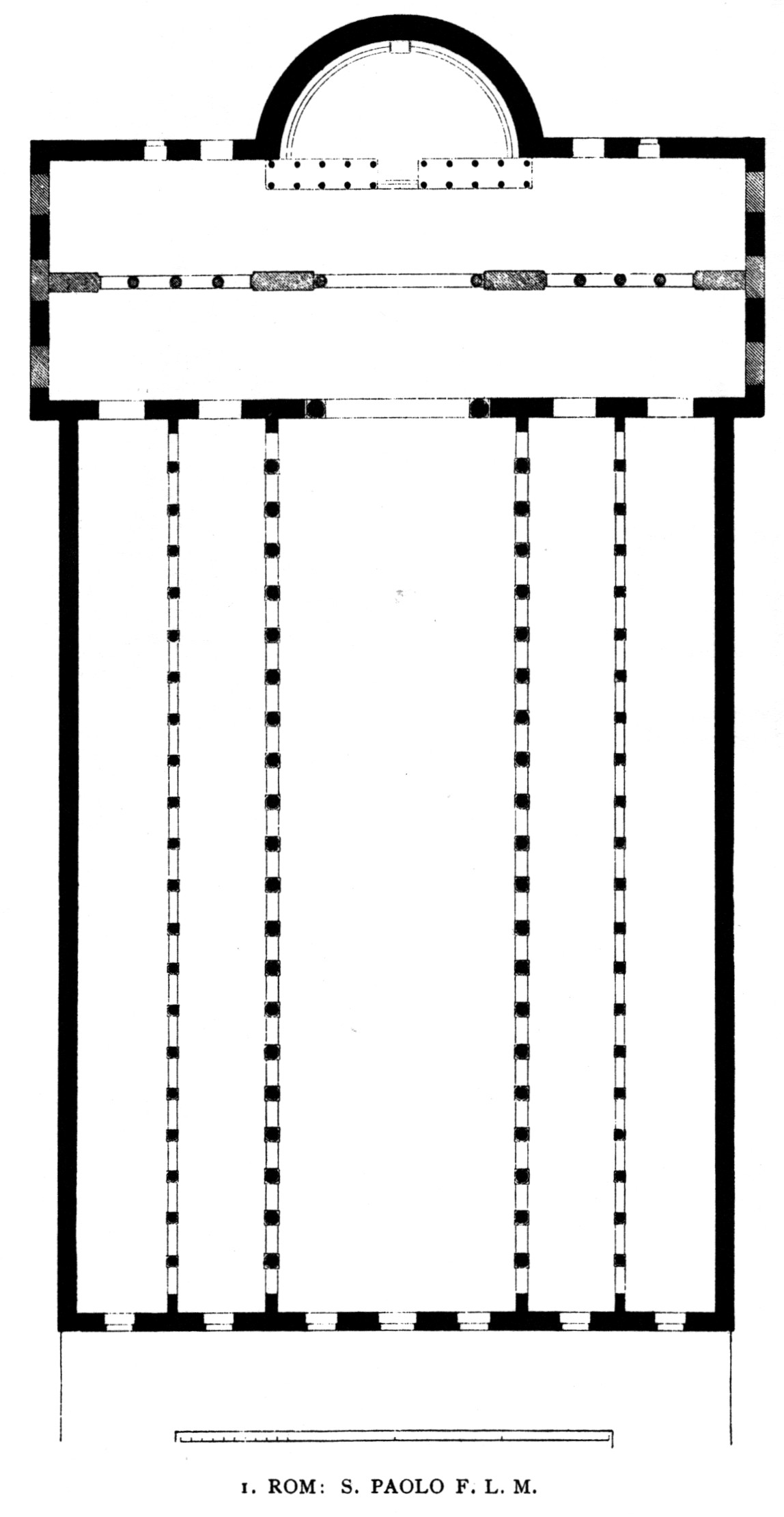
Saint-Paul-hors-les-Murs à Rome, avec transept mais sans croisée.

Une basilique est une église pouvant être dépourvue de transept. L’acception la plus commune de ce que l’on appelle le « plan basilical » dans l'architecture paléochrétienne, est l’église avec généralement trois, parfois cinq nefs parallèles ou plus, séparées par des rangs de colonnes en marbre ou des arcades, avec une nef centrale beaucoup plus importante et haute que les nefs latérales. La nef centrale mène à l'abside principale au fond de l'église. Ce plan, qui existe dès les débuts, restera le plus prestigieux en évoluant tout au long de l'histoire de l'architecture chrétienne. La basilique est la forme primitive et fondamentale du temple chrétien. À la différence de la basilique civile romaine, on y pénètre par le petit côté (le pignon) à une extrémité, et non par les longs côtés. Le fidèle est ainsi amené à pénétrer et à cheminer dans le temple, dans le sens de la longueur, son chemin est bordé et guidé par les colonnades jusqu'à l'abside, le lieu le plus sacré dans l'église. L'espace est généralement conçu assez grand pour accueillir la communauté chrétienne de la ville ou du quartier. Cette orientation de l'édifice s'inspire des temples gréco-romains, mais le croyant païen quant à lui était laissé sur le seuil du temple, dont l'espace intérieur était trop restreint pour accueillir la foule. Un arc triomphal sépare fréquemment la nef de l'abside, entre lesquelles peut s'insérer un transept.

### Plan habituel de l'édifice

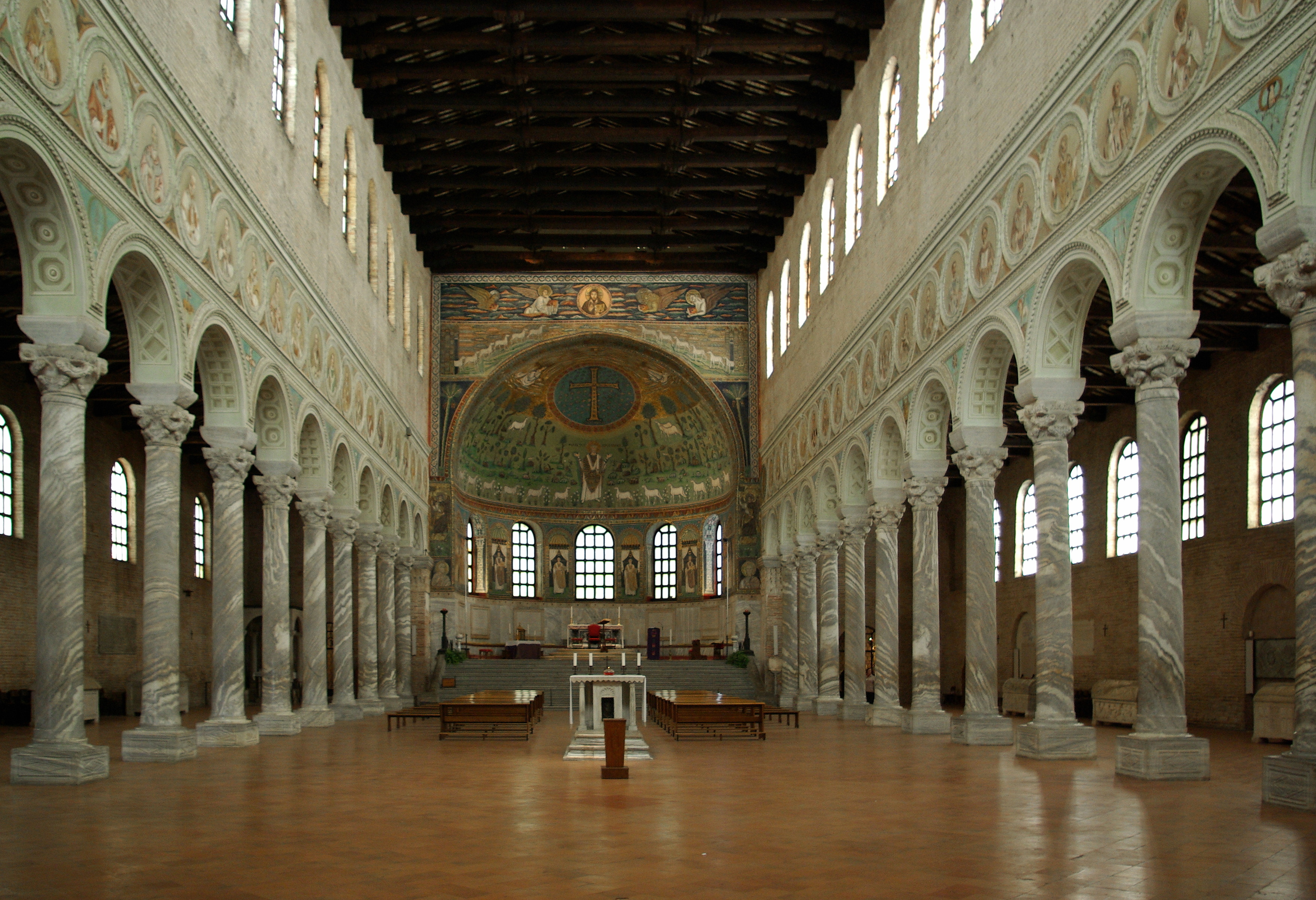
Saint-Apollinaire in Classe, VIe siècle.

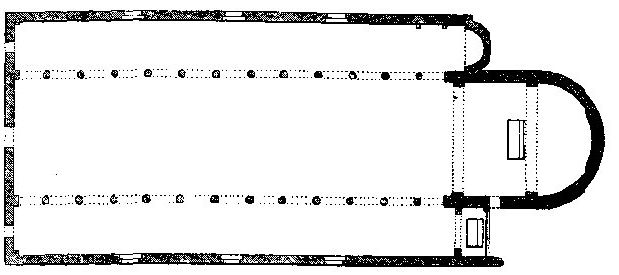
Saint-Apollinaire in Classe, sans transept.

En avant de l'église proprement dite se trouve le portique, transformation du vestibule de la maison romaine, appelé souvent narthex ; il est soutenu ordinairement à l'extérieur par des colonnes et, de l'autre côté, s'appuie sur le mur de la façade. Au milieu était l'ancien impluvium, appelé cantharus par les Latins et φιάλη phiálê par les Grecs, parfois malluvium pour se laver les mains. Les catéchumènes y demeuraient pendant la messe. Plus tardivement, on y a enterré les défunts, d'où le nom de « parvis » (paradisus « paradis »).
Les édifices préconstantiniens semblent n'avoir eu qu'une seule nef, avec une seule porte sur la façade et une sur chaque côté, pour l'entrée des hommes au sud et pour l'entrée des femmes au nord. Souvent, dans les églises à plusieurs nefs, il y avait des séparations entre les différentes catégories de fidèles, en pierre, en bois ou constituées de rideaux. Les trous servant à accrocher les tringles qui les soutenaient sont encore visibles à Sainte-Marie-Majeure.
L'autel occupe l'abside. Tourné vers l'Orient, il est plus bas que la cathèdre, siège de l'évêque, surélevé pour que celui-ci puisse voir l'assistance (ἐπισκοπεῖν, episkopein).
La cathèdre était également placée dans l'abside, au même endroit que le trône de l'empereur, du préfet ou du juge dans les basiliques civiles. Elle est tournée vers l'Orient.

### Exemples
- Église Sainte-Sabine de Rome
- Basilique Sainte-Marie Majeure
- Basilique Saint-Paul-hors-les-Murs
- Basilique Saint-Jean-de-Latran, transformée à la Renaissance
- L'ancienne basilique Saint-Pierre, détruite au XVe siècle pour faire place à l'église de Michel-Ange, Bramante, Raphaël, etc.
- Première église des Saints-Apôtres de Constantinople, édifiée sous Constantin, incendiée en 532[10]
- Église de l'Acheiropoiètos de Thessalonique
- Basilique Saint-Apollinaire-le-Neuf de Ravenne
- Basilique Saint-Apollinaire in Classe de Ravenne
- Saint-Jean-de-Stoudion, édifié vers 454, transformé en mosquée en 1486[11]

## Nef basilicale dans les arts roman et gothique
Durant les grandes époques de l'architecture médiévale, l'art roman et l'art gothique, le transept s'éloigna un peu de l'abside pour que celle-ci, en s'associant à une portion ainsi détachée des nefs, forme en chœur. Au sol, la croix est souvent cachée par une file de chapelles, comme à Notre-Dame de Paris, mais la nef centrale et le transept forment une croix latine bien marquée. Parfois, on a construit des églises de structure basilicale mais sans transept, comme la cathédrale Saint-Étienne de Bourges ou Sainte-Marie de Lübeck.

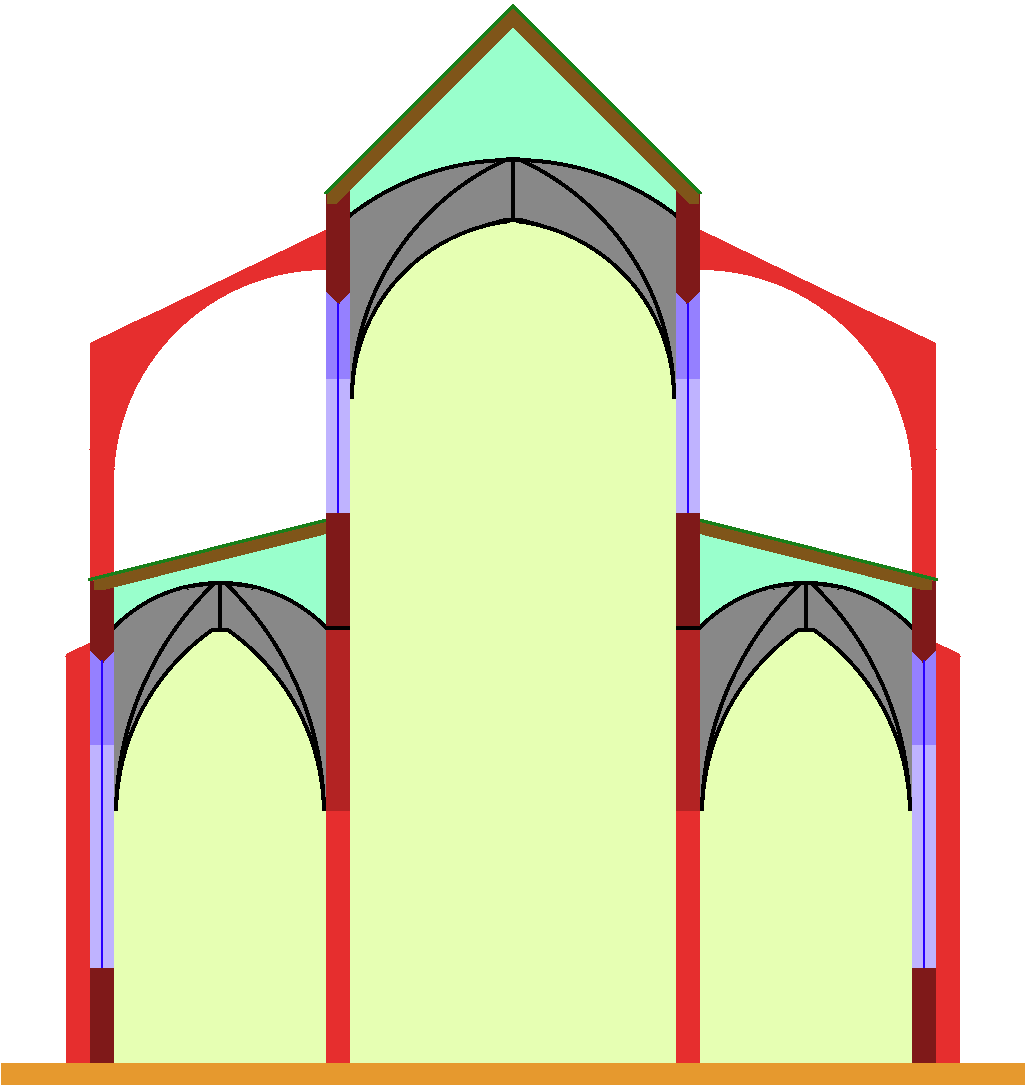
Coupe transversale schématique d'une basilique gothique : comme dans les basiliques paléochrétiennes, la nef centrale est bien plus haute que les collatéraux, ce qui permet de l'éclairer par une claire-voie de fenêtres hautes.
Saint-Sernin de Toulouse, plan cruciforme.
Saint-Sernin de Toulouse, structure basilicale (collatéraux extérieures) et halle échelonnée (collatéraux intérieures – Les voûtes sur les galeries surmontent les bases de la voûte de la nef centrale.)

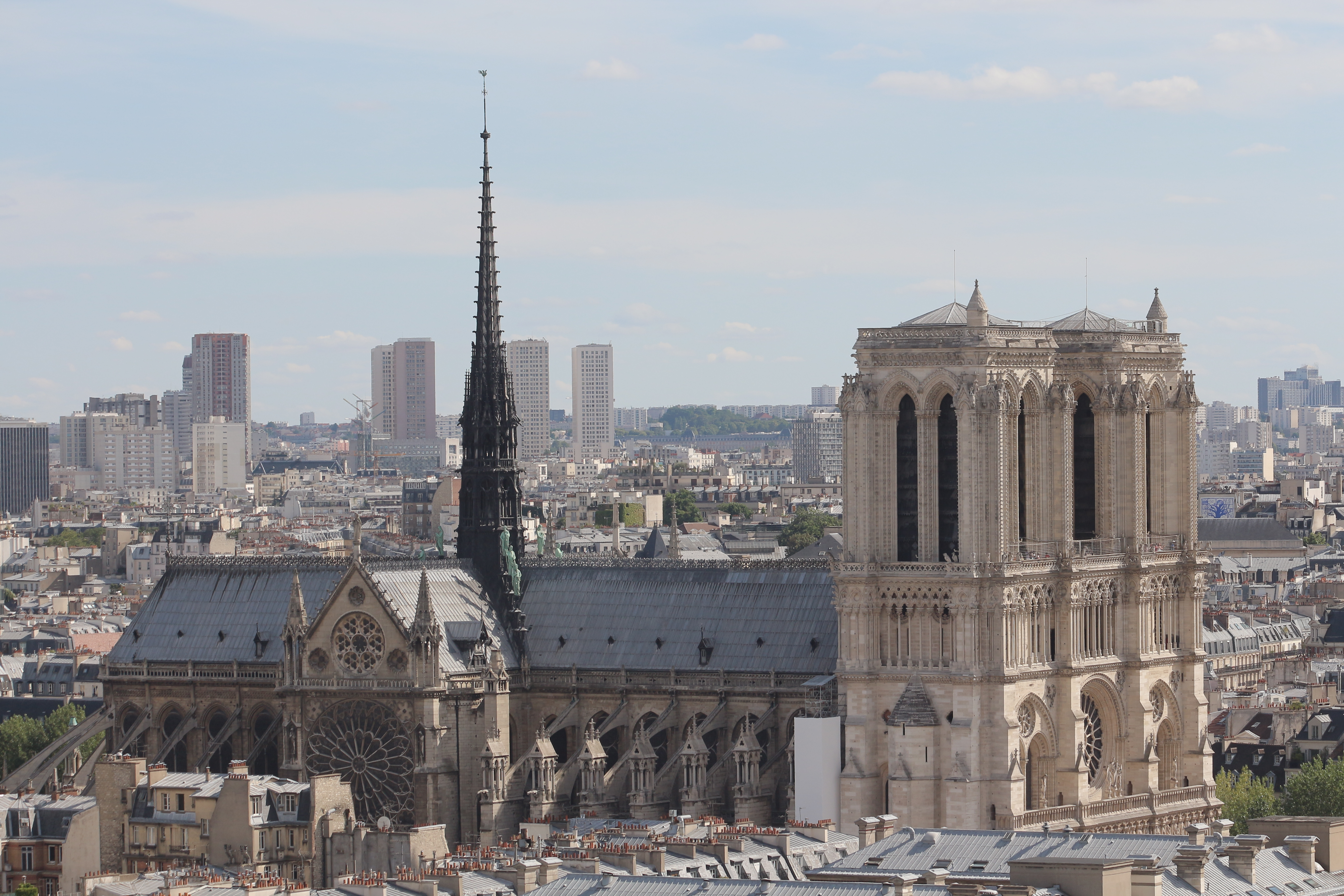
Notre-Dame de Paris, nef centrale et transept forment une croix.
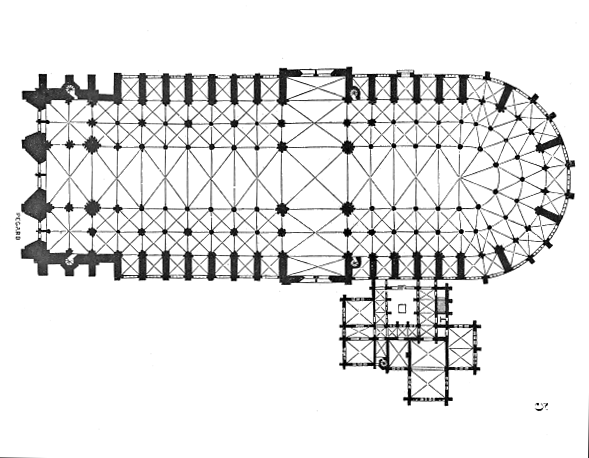
Notre-Dame de Paris, plan au sol.
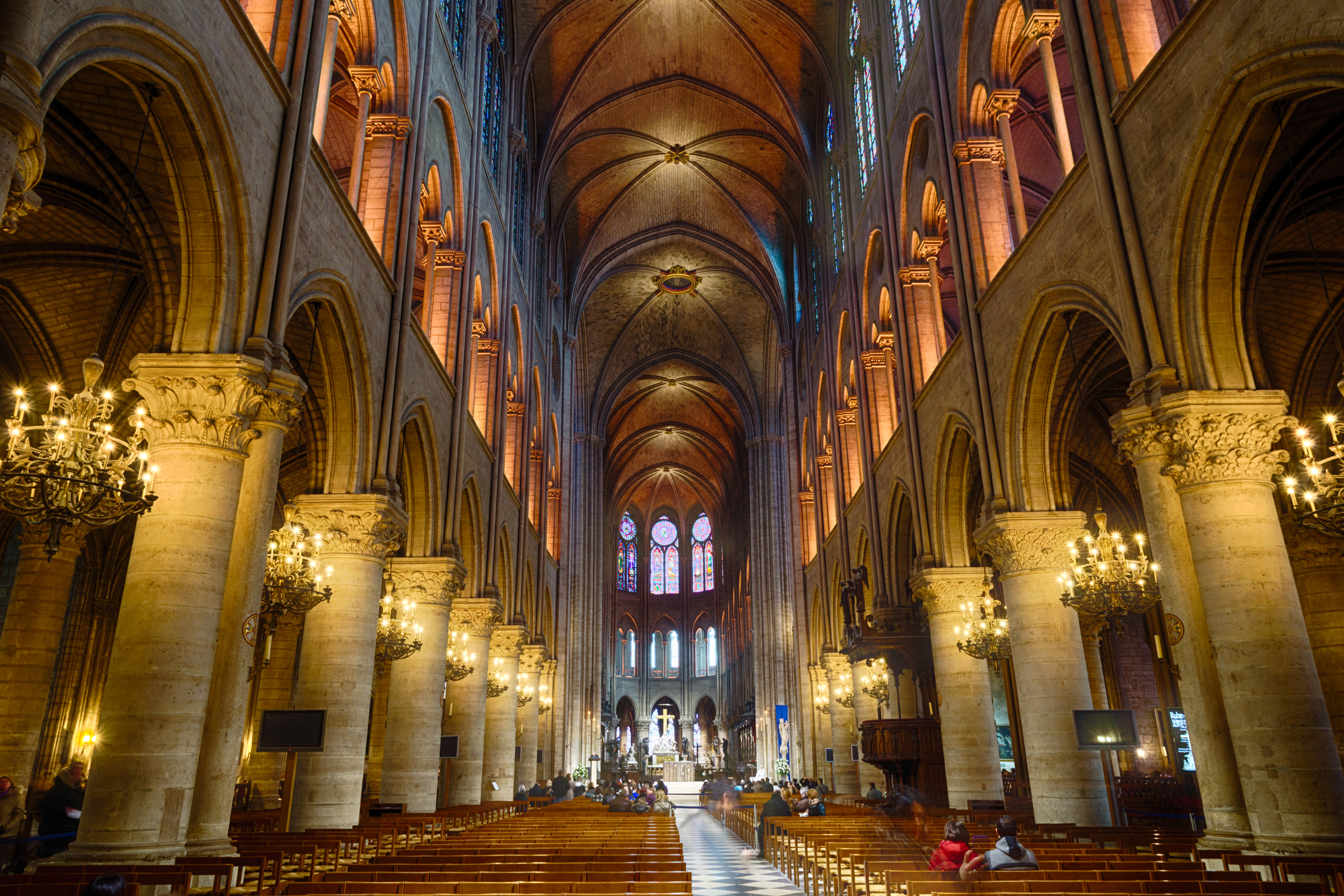
Notre-Dame de Paris, structure basilicale de la nef.

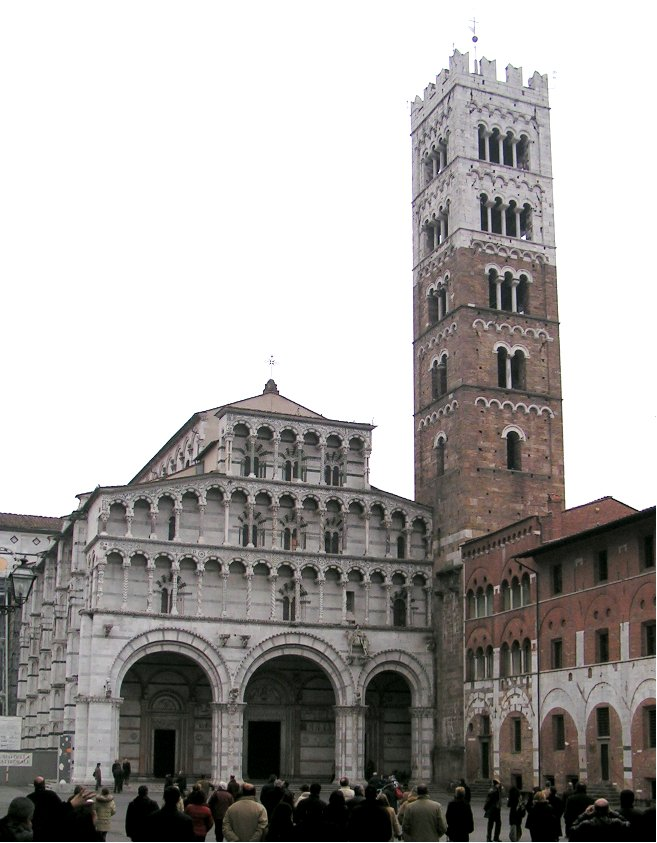
Cathédrale de Lucques :
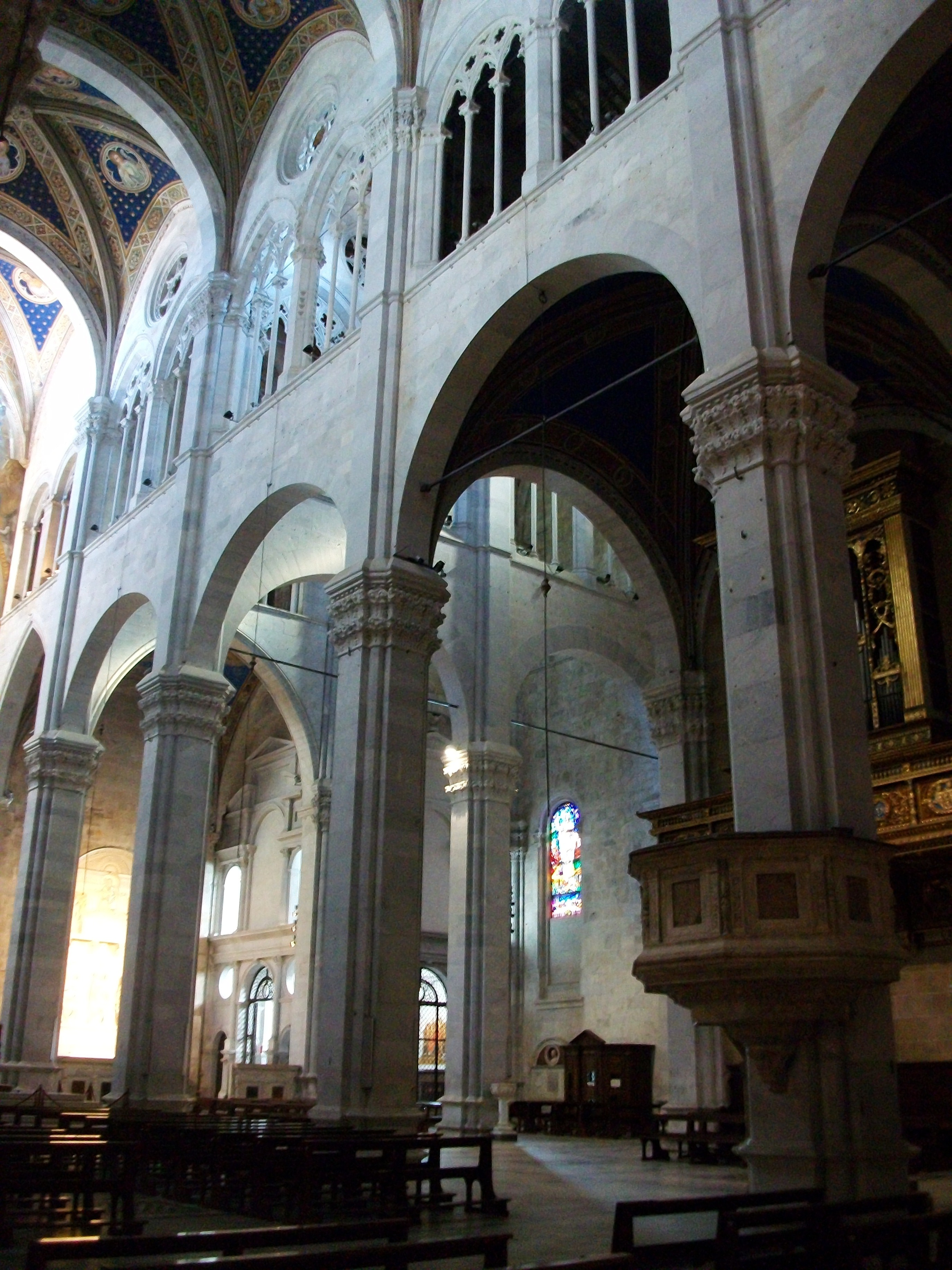
structure basilicale
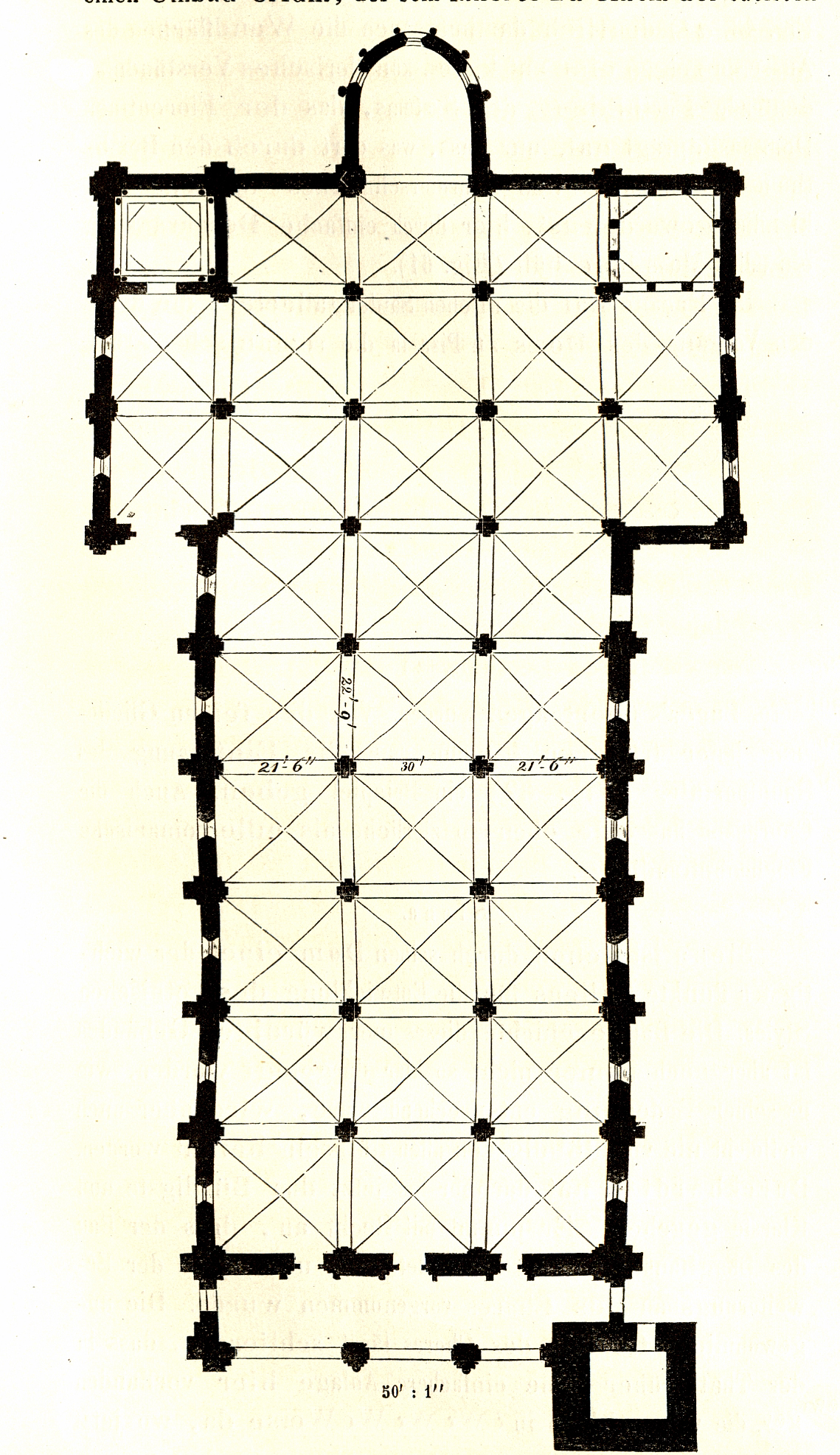
largeurs égales de tous les vaisseaux
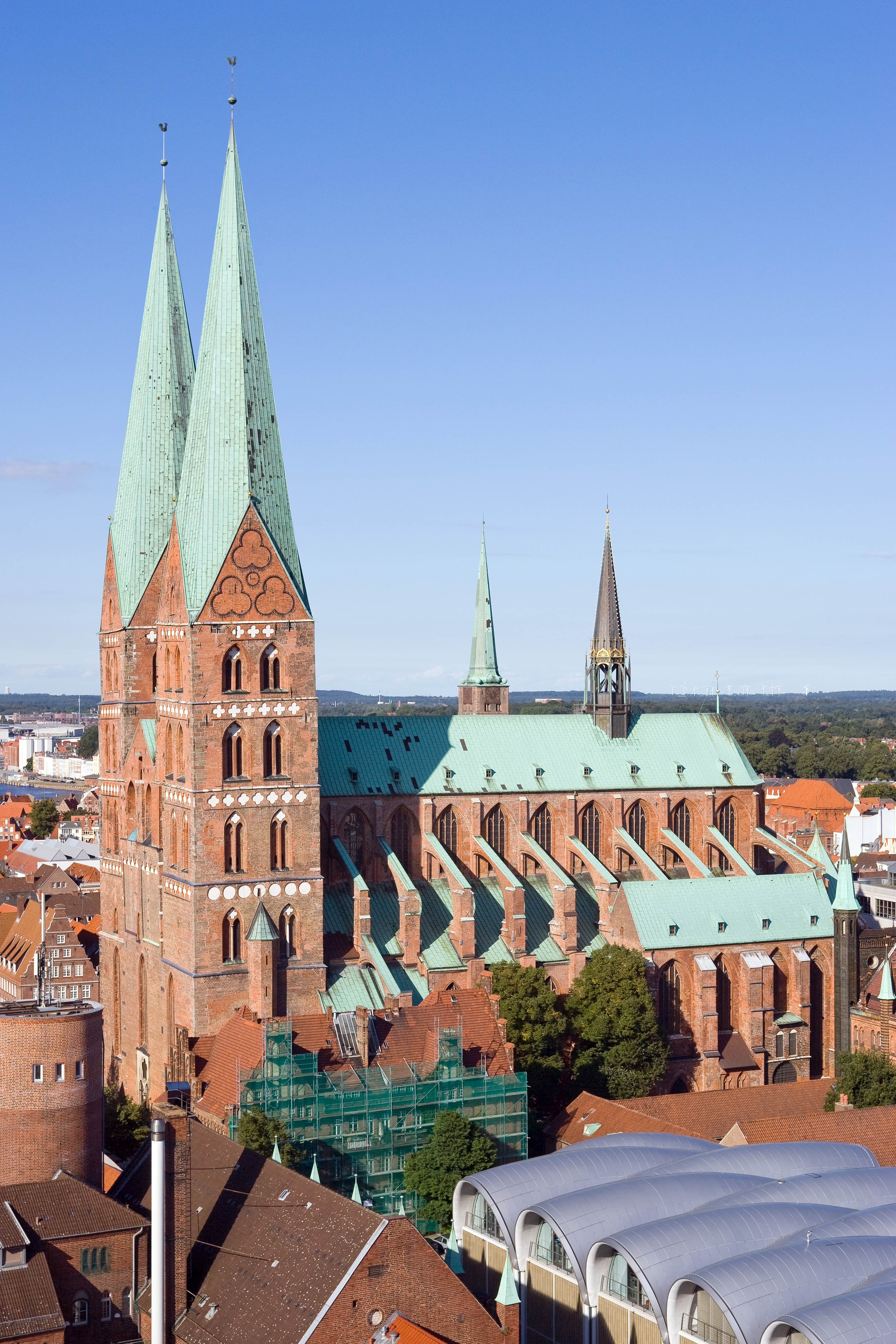
Sainte-Marie de Lübeck :
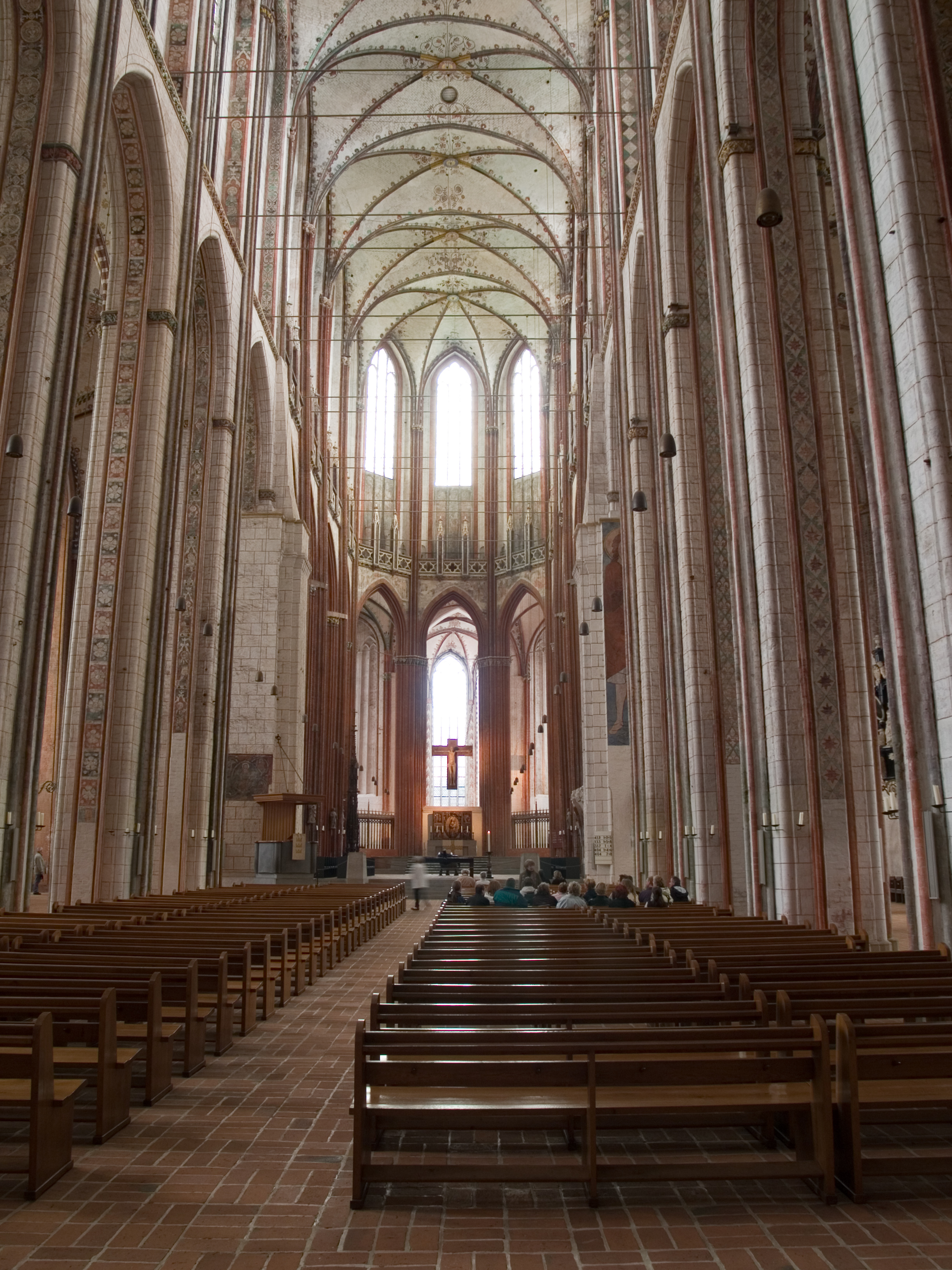
structure basilicale
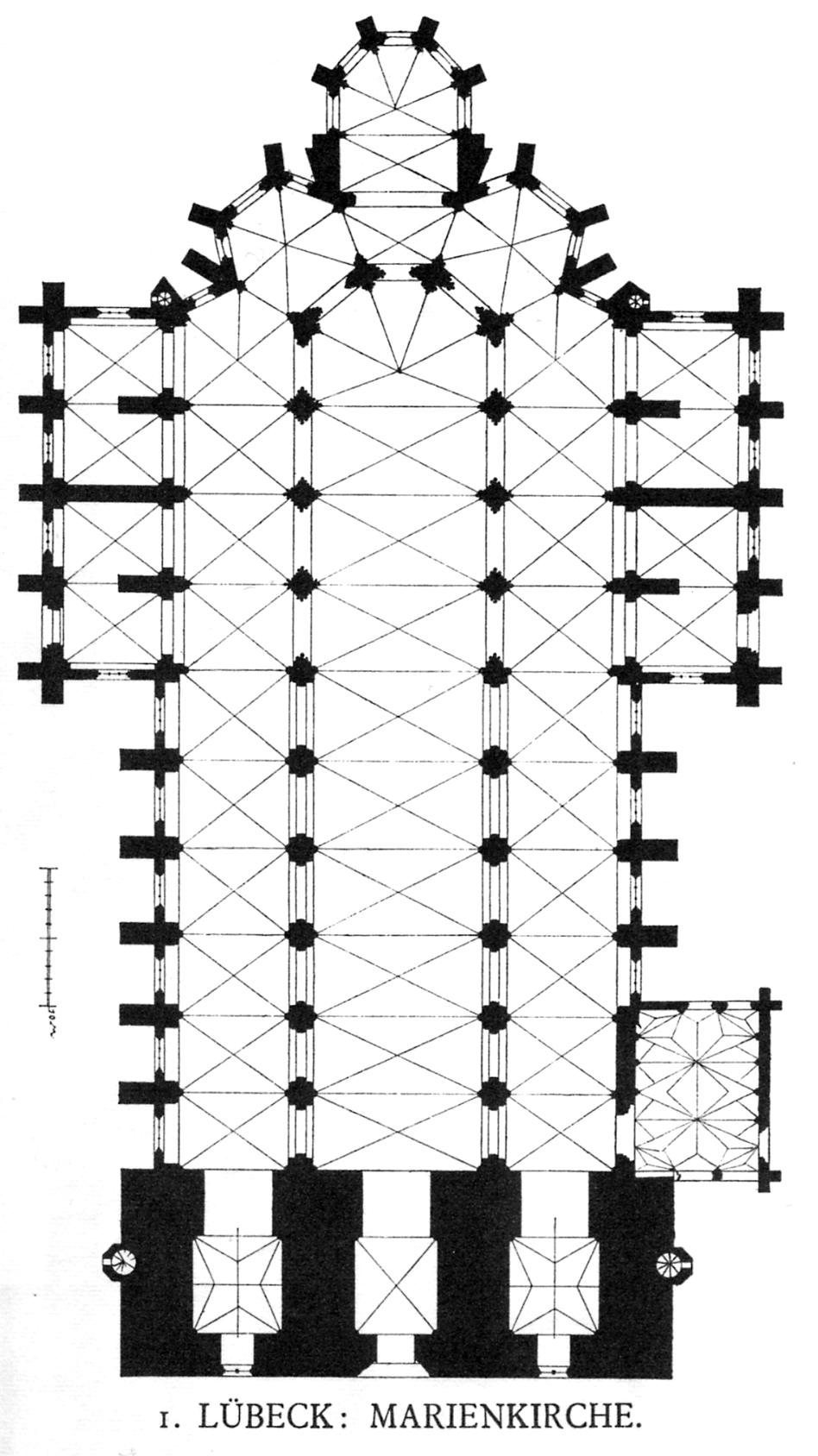
contour cruciforme sans transept
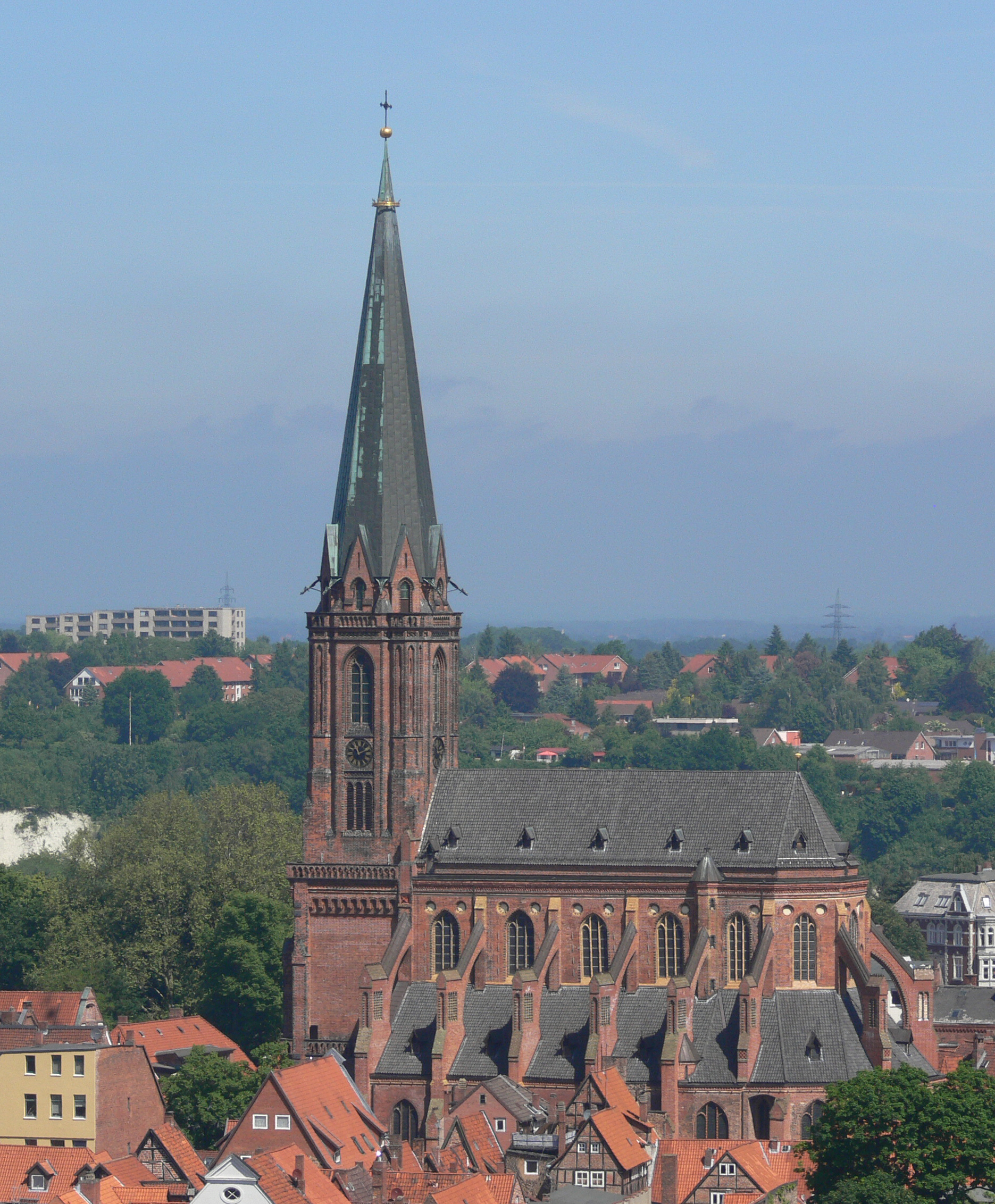
Saint-Nicolas de Lunebourg :
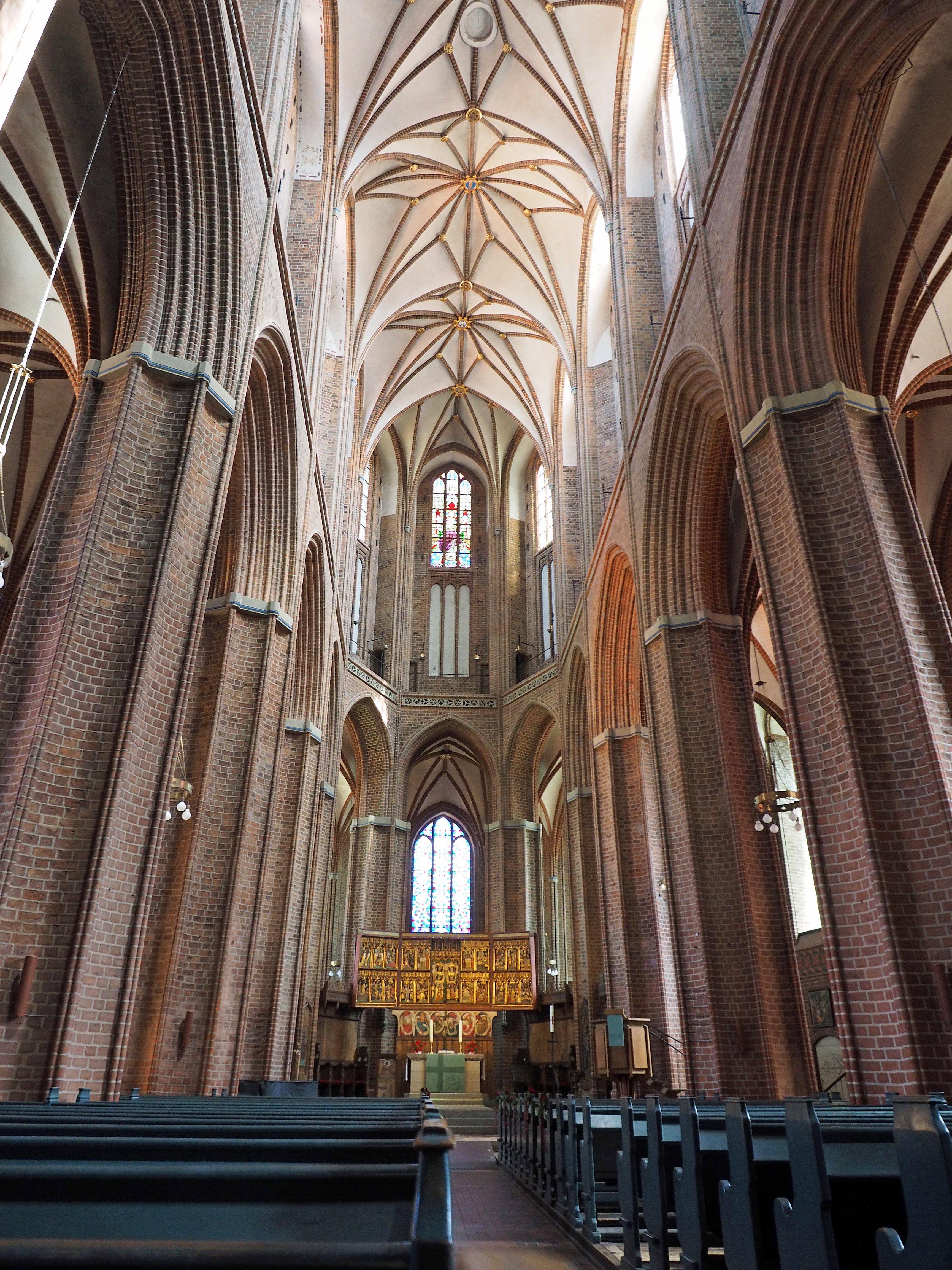
structure basilicale
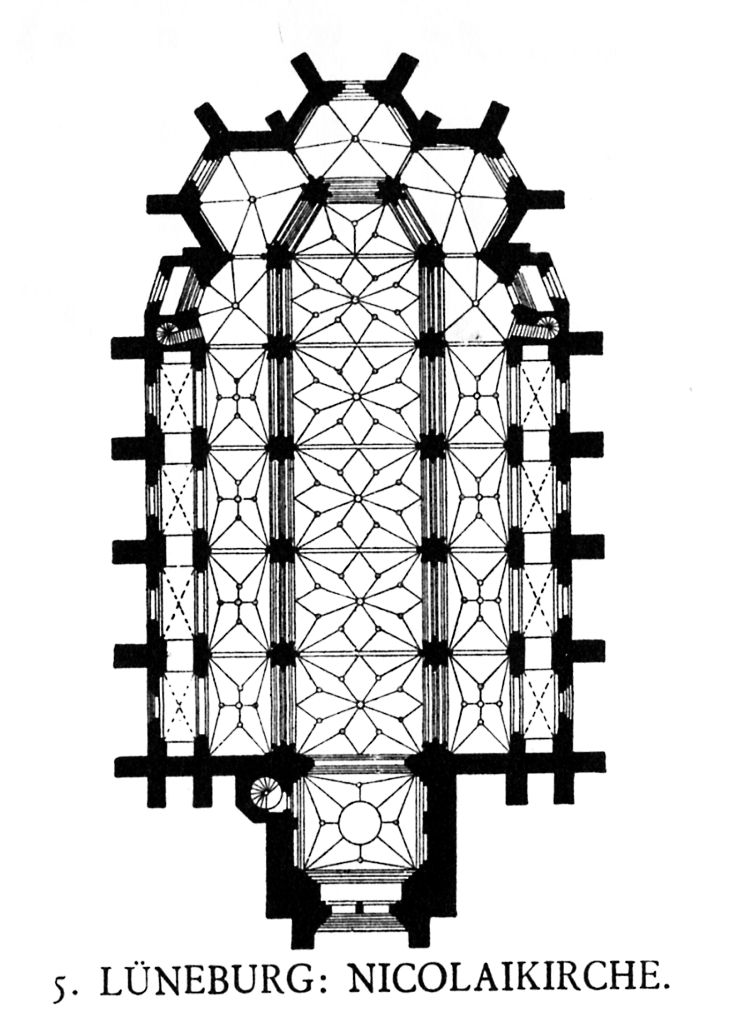
sans transept

## Époque industrielle

### Basiliques à claire-voie duXIXesiècleet duXXesiècle
- Église Saint-Eugène Endoume de Marseille, érigée en 1842[12].
- Église Sainte-Marthe des Quatre-Chemins de Pantin, édifiée en 1876[13].
- Église Saint-Batholomé de Kraiburg am Inn, 1893, néo-romane[14].
- Temple Saint-Anschaire de Brême, 1955-1957 (de.wiki sur l'église médiévale et l'église moderne).

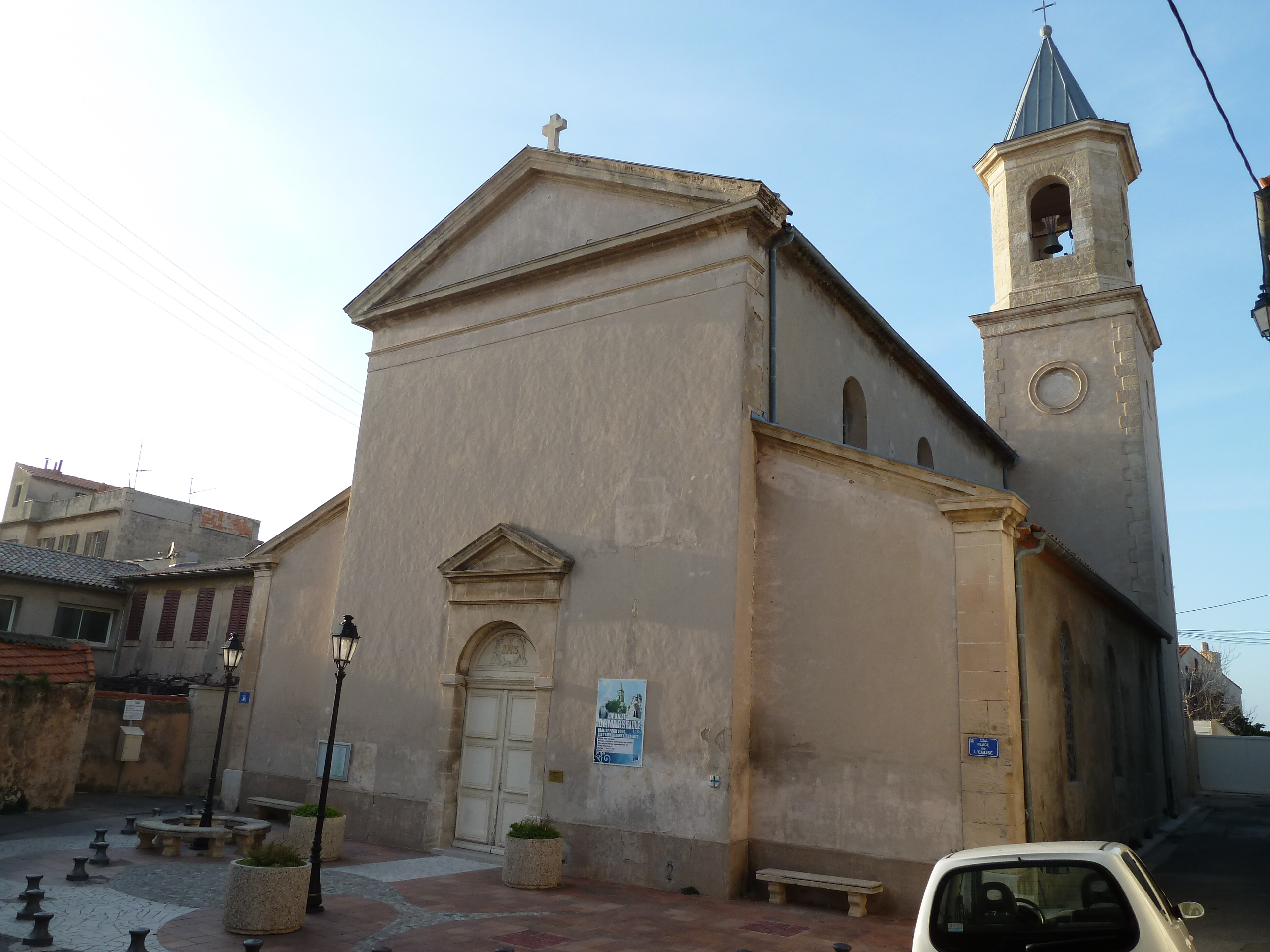
Saint-Eugène Endoume de Marseille.
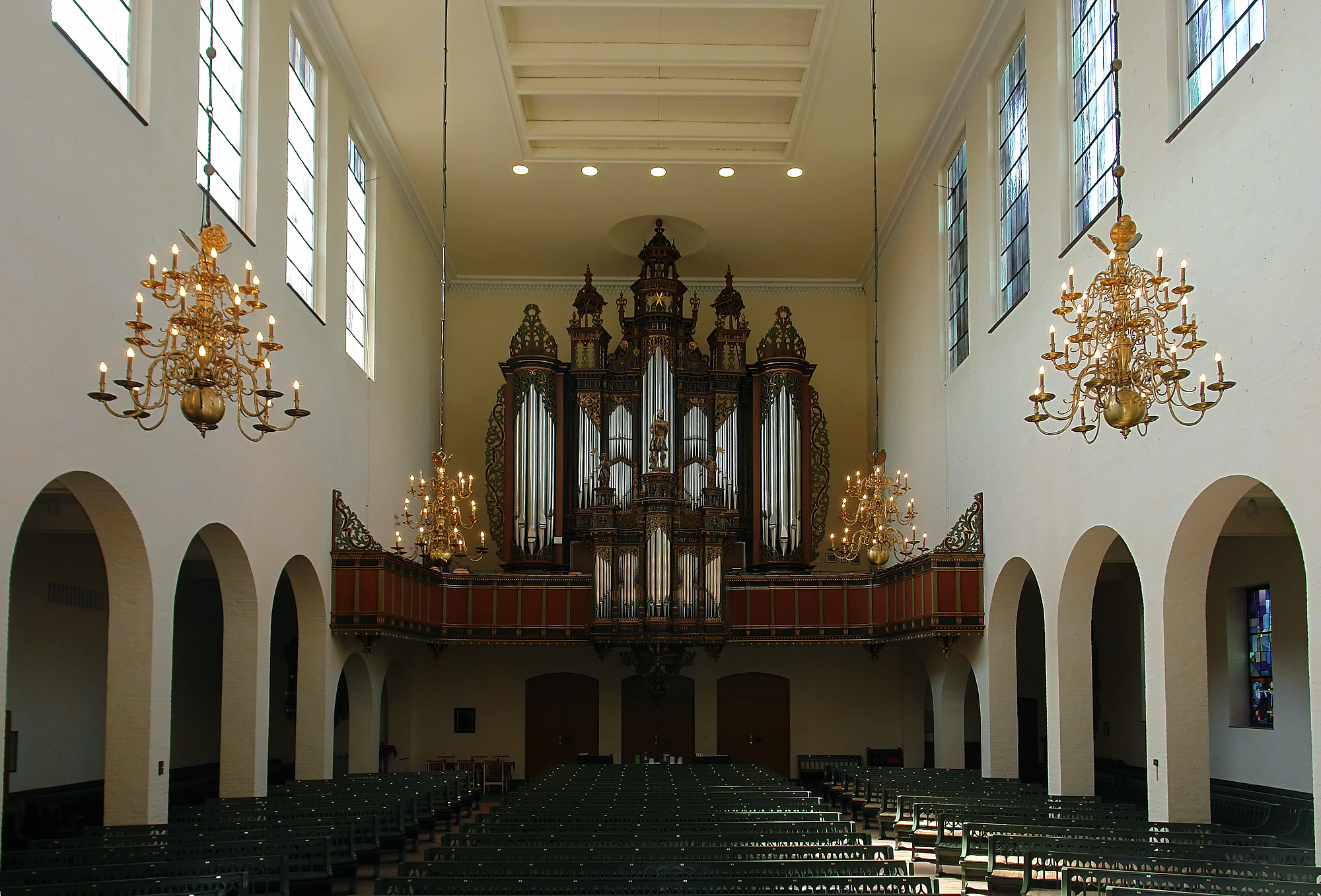
Temple Saint-Anschaire de Brême.
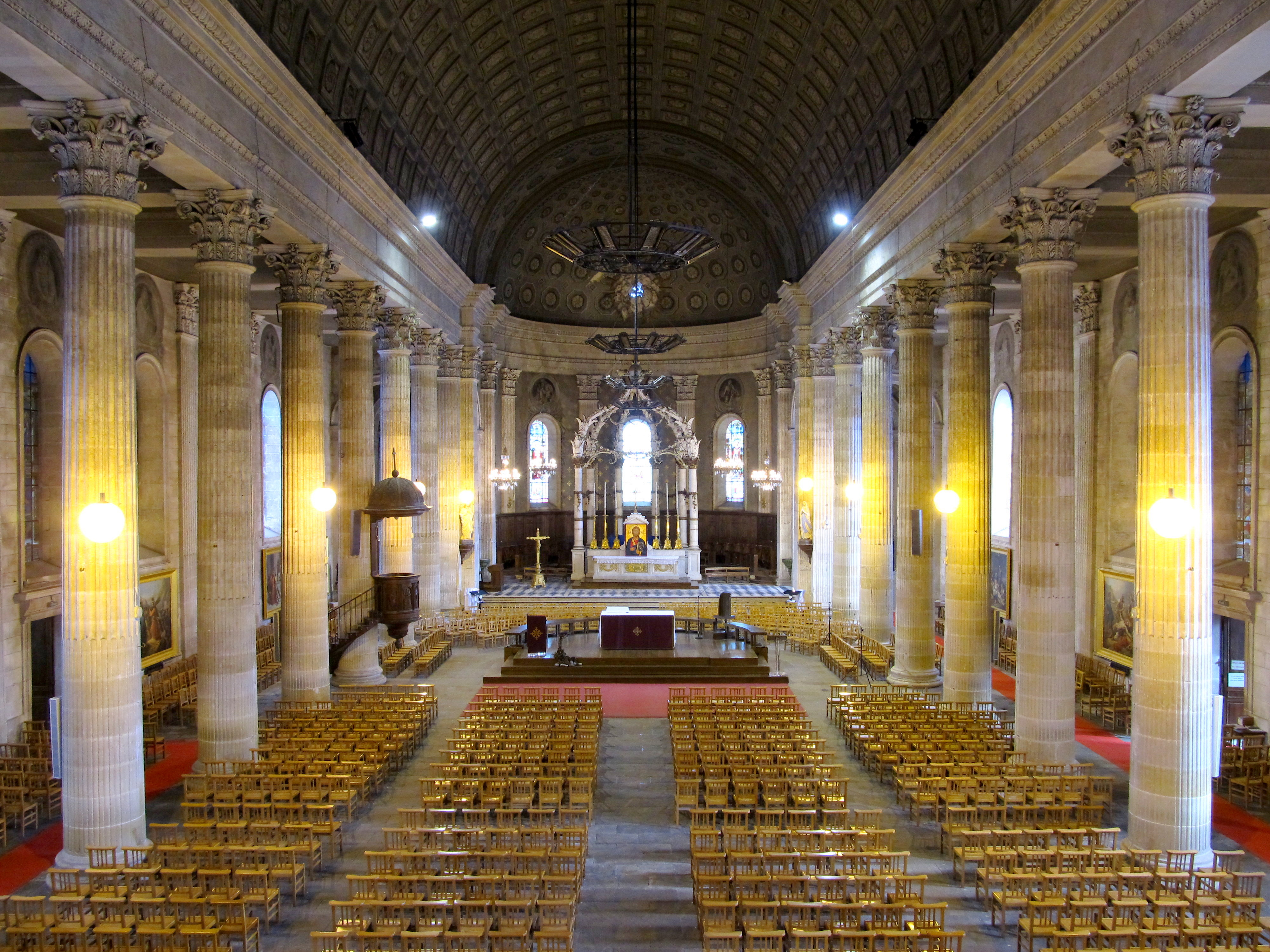
Église Saint-Louis de La Roche-sur-Yon, pseudo-basilique.

### Pseudo-basiliques duXIXesiècle
- Bien qu'ayant un plan rectangulaire strictement basilical (les deux chapelles latérales ne sont pas liées à la nef par un transept ou un faux-transept)[15], l'église Saint-Louis de La Roche-sur-Yon, édifiée de 1812 à 1830, est une pseudo-basilique, parce qu'elle n'a pas de claire-voie[16].